# Навлох Фракійський
Навлох (дав.-гр. Ναύλοχος), Навлох Фракійський — давньогрецька колонія на західному березі Чорного моря.
Заснована на місці фракійського поселення вихідцями з Месембрії за участі мегарців.
У 71 р. до н. е. опинилася під владою римлян, які збудували у місті храм Юпітера. Римляни використовували для означення поселення кілька назв, зокрема Тетранавлох, Геліополь, Темплум Йовіс.
За візантійських часів Навлох був місцем літнього відпочинку імператорів.
Тепер на місці античного поселення розташоване болгарське місто Обзор.